# Aeroportul Wondoola
Aeroportul Wondoola (IATA: WON) este un aeroport din Queensland, Australia.
Situat la o altitudine de 25 m, aeroportul dispune de o singură pistă.